# Waiariki
Waiariki és una circumscripció electoral de la Cambra de Representants de Nova Zelanda. Elegeix un diputat mitjançant el sistema electoral de representació proporcional mixta i fou creada per a les eleccions de 1999. És una de les circumscripcions electorals maoris. El seu electorat s'estén pel nord-est de l'illa del Nord.
La circumscripció és representada per Te Ururoa Flavell del Partit Maori des de les eleccions de 2005.

## Història

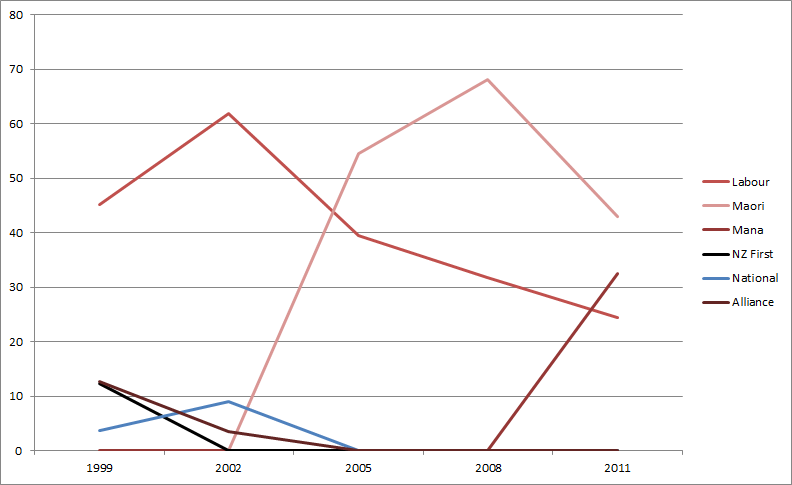
Resultats electorals de Waiariki des de les eleccions de 1999

La circumscripció va ser creada per a les eleccions de 1999, succeint les circumscripcions de Te Puku O Te Whenua i Te Tai Rawhiti (1996-1999). El seu primer diputat fou Mita Ririnui del Partit Laborista. Ririnui va guanyar per sobre de Tuariki Delamere, l'exdiputat per Te Tai Rawhiti. Entre 2004 i 2008 Ririnui fou Ministre d'Estat en el gabinet de Helen Clark.
Ririnui va perdre en les eleccions de 2005 contra Te Ururoa Flavell del nou Partit Maori. Ririnui seria elegit diputat de llista entre el 2005 i 2011. Des de les eleccions de 2005 Flavell ha estat el diputat per Waiariki, tot i que el seu marge de victòria es reduí considerablement en les eleccions de 2011.

## Composició
La circumscripció s'estén pel centre i el nord-est de l'illa del Nord. Inclou les regions de Bay of Plenty i Waikato. Inclou els municipis de Tauranga, Rotorua, Whakatane i Taupo. Altres localitats inclouen Mount Maunganui, Kawerau, Te Puke, Opotiki, Katikati, Omokoroa, Waihi Beach i Edgecumbe.
Waiariki inclou les iwis de Ngāti Ranginui, Ngāi Te Rangi, Te Arawa, Ngāti Awa, Ngāi Tūhoe, Whakatohea, Ngāi Tai, Te Whānau-ā-Apanui, Ngāti Kahungunu ki Wairoa i Ngāti Tūwharetoa.

## Diputats
| Termini | Termini         | Diputat           | Partit    | Notes                   |
| ------- | --------------- | ----------------- | --------- | ----------------------- |
|         | 1999-2005       | Mita Ririnui      | Laborista | Ministre de 2004 a 2008 |
|         | 2005-actualitat | Te Ururoa Flavell | Maori     |                         |

### Diputats de llista
| Termini | Termini   | Diputat      | Partit    | Notes                   |
| ------- | --------- | ------------ | --------- | ----------------------- |
|         | 2005-2011 | Mita Ririnui | Laborista | Ministre de 2004 a 2008 |

## Eleccions

### Dècada de 2010
| Eleccions de 2011: Waiariki | Eleccions de 2011: Waiariki               | Eleccions de 2011: Waiariki | Eleccions de 2011: Waiariki | Eleccions de 2011: Waiariki | Eleccions de 2011: Waiariki | Eleccions de 2011: Waiariki | Eleccions de 2011: Waiariki | Eleccions de 2011: Waiariki |
| Partit                      | Partit                                    | Candidat                    | Vots per candidat           | %                           | ±%                          | Vots per partit             | %                           | ±%                          |
| --------------------------- | ----------------------------------------- | --------------------------- | --------------------------- | --------------------------- | --------------------------- | --------------------------- | --------------------------- | --------------------------- |
|                             | Maori                                     | Te Ururoa Flavell           | 7.651                       | 43,05                       | -25,12                      | 3.989                       | 21,21                       | -14,05                      |
|                             | Mana                                      | Annette Sykes               | 5.768                       | 32,45                       | +32,45                      | 3.125                       | 16,62                       | +16,62                      |
|                             | Laborista                                 | Louis Te Kani               | 4.355                       | 24,50                       | -7,33                       | 6.591                       | 35,05                       | -10,52                      |
|                             | NZ Primer                                 |                             |                             |                             |                             | 2.058                       | 10,94                       | +3,14                       |
|                             | Verd                                      |                             |                             |                             |                             | 1.663                       | 8,84                        | +6,19                       |
|                             | Nacional                                  |                             |                             |                             |                             | 1.068                       | 5,68                        | +0,18                       |
|                             | Cànnabis                                  |                             |                             |                             |                             | 201                         | 1,07                        | +0,14                       |
|                             | Conservador                               |                             |                             |                             |                             | 57                          | 0,30                        | +0,30                       |
|                             | ACT                                       |                             |                             |                             |                             | 28                          | 0,15                        | -0,07                       |
|                             | Unit Futur                                |                             |                             |                             |                             | 22                          | 0,12                        | -0,01                       |
|                             | Aliança                                   |                             |                             |                             |                             | 2                           | 0,01                        | -0,02                       |
|                             | Libertarianz                              |                             |                             |                             |                             | 2                           | 0,01                        | -0,01                       |
|                             | Democràtic                                |                             |                             |                             |                             | 1                           | 0,01                        | +0,00                       |
| Vots nuls                   | Vots nuls                                 | Vots nuls                   | Vots nuls                   | Vots nuls                   | Vots nuls                   | 465                         | 2,47                        | +0,60                       |
| Participació                | Participació                              | Participació                | Participació                | Participació                | Participació                | 18.807                      | 59,93                       | -4,61                       |
| Majoria                     | Majoria                                   | Majoria                     | Majoria                     | Majoria                     | Majoria                     | 1.883                       | 10,59                       | -25,74                      |
|                             | Circumscripció defensada pel Partit Maori |                             |                             |                             |                             |                             |                             |                             |

### Dècada de 2000
| Eleccions de 2008: Waiariki | Eleccions de 2008: Waiariki               | Eleccions de 2008: Waiariki | Eleccions de 2008: Waiariki | Eleccions de 2008: Waiariki | Eleccions de 2008: Waiariki | Eleccions de 2008: Waiariki | Eleccions de 2008: Waiariki | Eleccions de 2008: Waiariki |
| Partit                      | Partit                                    | Candidat                    | Vots per candidat           | %                           | ±%                          | Vots per partit             | %                           | ±%                          |
| --------------------------- | ----------------------------------------- | --------------------------- | --------------------------- | --------------------------- | --------------------------- | --------------------------- | --------------------------- | --------------------------- |
|                             | Maori                                     | Te Ururoa Flavell           | 12.781                      | 68,17                       | +13,59                      | 6.890                       | 35,26                       | +4,47                       |
|                             | Laborista                                 | Mita Ririnui                | 5.969                       | 31,83                       | -7,67                       | 8.903                       | 45,57                       | -7,54                       |
|                             | NZ Primer                                 |                             |                             |                             |                             | 1.525                       | 7,80                        | +1,12                       |
|                             | Nacional                                  |                             |                             |                             |                             | 1.075                       | 5,50                        | +2,67                       |
|                             | Verd                                      |                             |                             |                             |                             | 518                         | 2,65                        | +0,35                       |
|                             | Família                                   |                             |                             |                             |                             | 205                         | 1,05                        | +1,05                       |
|                             | Cànnabis                                  |                             |                             |                             |                             | 182                         | 0,93                        | +0,29                       |
|                             | Kiwi                                      |                             |                             |                             |                             | 57                          | 0,29                        | +0,29                       |
|                             | Bill i Ben                                |                             |                             |                             |                             | 47                          | 0,24                        | +0,24                       |
|                             | ACT                                       |                             |                             |                             |                             | 42                          | 0,21                        | +0,10                       |
|                             | Progressista                              |                             |                             |                             |                             | 28                          | 0,14                        | -0,10                       |
|                             | Unit Futur                                |                             |                             |                             |                             | 26                          | 0,13                        | -0,32                       |
|                             | Treballadors                              |                             |                             |                             |                             | 13                          | 0,07                        | +0,07                       |
|                             | Pacífic                                   |                             |                             |                             |                             | 9                           | 0,05                        | +0,05                       |
|                             | Aliança                                   |                             |                             |                             |                             | 6                           | 0,03                        | +0,00                       |
|                             | RAM                                       |                             |                             |                             |                             | 6                           | 0,03                        | +0,03                       |
|                             | Libertarianz                              |                             |                             |                             |                             | 4                           | 0,02                        | +0,02                       |
|                             | Democràtic                                |                             |                             |                             |                             | 2                           | 0,01                        | -0,01                       |
|                             | República                                 |                             |                             |                             |                             | 1                           | 0,01                        | -0,01                       |
| Vots nuls                   | Vots nuls                                 | Vots nuls                   | Vots nuls                   | Vots nuls                   | Vots nuls                   | 366                         | 1,87                        | +0,25                       |
| Participació                | Participació                              | Participació                | Participació                | Participació                | Participació                | 19.539                      | 64,54                       | -4,89                       |
| Majoria                     | Majoria                                   | Majoria                     | Majoria                     | Majoria                     | Majoria                     | 6.812                       | 36,33                       | +21,25                      |
|                             | Circumscripció defensada pel Partit Maori |                             |                             |                             |                             |                             |                             |                             |

| Eleccions de 2005: Waiariki | Eleccions de 2005: Waiariki              | Eleccions de 2005: Waiariki | Eleccions de 2005: Waiariki | Eleccions de 2005: Waiariki | Eleccions de 2005: Waiariki | Eleccions de 2005: Waiariki | Eleccions de 2005: Waiariki | Eleccions de 2005: Waiariki |
| Partit                      | Partit                                   | Candidat                    | Vots per candidat           | %                           | ±%                          | Vots per partit             | %                           | ±%                          |
| --------------------------- | ---------------------------------------- | --------------------------- | --------------------------- | --------------------------- | --------------------------- | --------------------------- | --------------------------- | --------------------------- |
|                             | Maori                                    | Te Ururoa Flavell           | 10.392                      | 54,58                       | +54,58                      | 6.104                       | 30,79                       | +30,79                      |
|                             | Laborista                                | Mita Ririnui                | 7.521                       | 39,50                       | -22,43                      | 10.530                      | 53,11                       | +0,18                       |
|                             | Destí                                    | Hawea Vercoe                | 1.126                       | 5,91                        | +5,91                       | 528                         | 2,66                        | +2,66                       |
|                             | NZ Primer                                |                             |                             |                             |                             | 1.324                       | 6,68                        | -9,85                       |
|                             | Nacional                                 |                             |                             |                             |                             | 562                         | 2,83                        | -0,91                       |
|                             | Verd                                     |                             |                             |                             |                             | 457                         | 2,30                        | -7,67                       |
|                             | Cànnabis                                 |                             |                             |                             |                             | 126                         | 0,64                        | -2,03                       |
|                             | Unit Futur                               |                             |                             |                             |                             | 89                          | 0,45                        | -2,28                       |
|                             | Progressista                             |                             |                             |                             |                             | 48                          | 0,24                        | -0,62                       |
|                             | ACT                                      |                             |                             |                             |                             | 22                          | 0,11                        | -0,44                       |
|                             | Drets de la Família                      |                             |                             |                             |                             | 10                          | 0,05                        | +0,05                       |
|                             | Patrimoni Cristià                        |                             |                             |                             |                             | 7                           | 0,04                        | -1,23                       |
|                             | Aliança                                  |                             |                             |                             |                             | 5                           | 0,03                        | -1,66                       |
|                             | Una NZ                                   |                             |                             |                             |                             | 4                           | 0,02                        | -0,05                       |
|                             | República                                |                             |                             |                             |                             | 4                           | 0,02                        | +0,02                       |
|                             | 99 Diputats                              |                             |                             |                             |                             | 3                           | 0,02                        | +0,02                       |
|                             | Democràtic                               |                             |                             |                             |                             | 3                           | 0,02                        | +0,02                       |
|                             | Democràcia Directa                       |                             |                             |                             |                             | 1                           | 0,01                        | +0,01                       |
| Vots nuls                   | Vots nuls                                | Vots nuls                   | Vots nuls                   | Vots nuls                   | Vots nuls                   | 322                         | 1,62                        | -0,85                       |
| Participació                | Participació                             | Participació                | Participació                | Participació                | Participació                | 19.827                      | 69,43                       | +11,74                      |
| Majoria                     | Majoria                                  | Majoria                     | Majoria                     | Majoria                     | Majoria                     | 2.871                       | 15,08                       | +54,58                      |
|                             | Circumscripció guanyada pel Partit Maori |                             |                             |                             |                             |                             |                             |                             |

| Eleccions de 2002: Waiariki | Eleccions de 2002: Waiariki                   | Eleccions de 2002: Waiariki | Eleccions de 2002: Waiariki | Eleccions de 2002: Waiariki | Eleccions de 2002: Waiariki | Eleccions de 2002: Waiariki | Eleccions de 2002: Waiariki | Eleccions de 2002: Waiariki |
| Partit                      | Partit                                        | Candidat                    | Vots per candidat           | %                           | ±%                          | Vots per partit             | %                           | ±%                          |
| --------------------------- | --------------------------------------------- | --------------------------- | --------------------------- | --------------------------- | --------------------------- | --------------------------- | --------------------------- | --------------------------- |
|                             | Laborista                                     | Mita Ririnui                | 9.361                       | 61,93                       | +16,82                      | 8.322                       | 52,93                       | -1,99                       |
|                             | Mana Maori                                    | Rihi Vercoe                 | 2.644                       | 17,49                       | +17,49                      | 947                         | 6,02                        | -2,41                       |
|                             | Nacional                                      | Hamuera Mitchell            | 1.356                       | 8,97                        | +5,28                       | 588                         | 3,74                        | -0,85                       |
|                             | Unit Futur                                    | Huikakahu Kawe              | 852                         | 5,64                        | +3,99                       | 429                         | 2,73                        | +1,54                       |
|                             | Aliança                                       | Sharon Heta                 | 542                         | 3,59                        | -9,10                       | 265                         | 1,69                        | -4,17                       |
|                             | Patrimoni Cristià                             | Judith Francis              | 361                         | 2,39                        | +2,39                       | 199                         | 1,27                        | +0,38                       |
|                             | NZ Primer                                     |                             |                             |                             |                             | 2.599                       | 16,53                       | +1,33                       |
|                             | Verd                                          |                             |                             |                             |                             | 1.568                       | 9,97                        | +6,32                       |
|                             | Cànnabis                                      |                             |                             |                             |                             | 420                         | 2,67                        | +0,15                       |
|                             | Recreació                                     |                             |                             |                             |                             | 147                         | 0,93                        | +0,93                       |
|                             | Progressista                                  |                             |                             |                             |                             | 136                         | 0,86                        | +0,86                       |
|                             | ACT                                           |                             |                             |                             |                             | 87                          | 0,55                        | +0,03                       |
|                             | Una NZ                                        |                             |                             |                             |                             | 11                          | 0,07                        | +0,04                       |
|                             | NMP                                           |                             |                             |                             |                             | 5                           | 0,03                        | +0,02                       |
| Vots nuls                   | Vots nuls                                     | Vots nuls                   | Vots nuls                   | Vots nuls                   | Vots nuls                   | 186                         | 1,18                        | -0,69                       |
| Participació                | Participació                                  | Participació                | Participació                | Participació                | Participació                | 15.723                      | 57,69                       | -15,71                      |
| Majoria                     | Majoria                                       | Majoria                     | Majoria                     | Majoria                     | Majoria                     | 6.717                       | 44,44                       | +19,34                      |
|                             | Circumscripció defensada pel Partit Laborista |                             |                             |                             |                             |                             |                             |                             |

### Dècada de 1990
| Eleccions de 1999: Waiariki | Eleccions de 1999: Waiariki                  | Eleccions de 1999: Waiariki | Eleccions de 1999: Waiariki | Eleccions de 1999: Waiariki | Eleccions de 1999: Waiariki | Eleccions de 1999: Waiariki | Eleccions de 1999: Waiariki | Eleccions de 1999: Waiariki |
| Partit                      | Partit                                       | Candidat                    | Vots per candidat           | %                           | ±%                          | Vots per partit             | %                           | ±%                          |
| --------------------------- | -------------------------------------------- | --------------------------- | --------------------------- | --------------------------- | --------------------------- | --------------------------- | --------------------------- | --------------------------- |
|                             | Laborista                                    | Mita Ririnui                | 7.853                       | 45,11                       |                             | 9.670                       | 54,92                       |                             |
|                             | Te Tawharau                                  | Tuariki Delamere            | 3.484                       | 20,01                       |                             |                             |                             |                             |
|                             | Aliança                                      | Arapeta Tahana              | 2.210                       | 12,69                       |                             | 1.032                       | 5,86                        |                             |
|                             | NZ Primer                                    | Kahukore Baker              | 2.139                       | 12,29                       |                             | 2.676                       | 15,20                       |                             |
|                             | Nacional                                     | George Ngatai               | 643                         | 3,69                        |                             | 809                         | 4,59                        |                             |
|                             | Mana Wahine                                  | Manu Kopa                   | 296                         | 1,70                        |                             |                             |                             |                             |
|                             | Futur                                        | Toa Faulkner                | 288                         | 1,65                        |                             | 202                         | 1,16                        |                             |
|                             | Moviment per a la Llibertat                  | Helen Wepiha-Tai            | 204                         | 1,17                        |                             | 41                          | 0,24                        |                             |
|                             | Mana Maori                                   |                             |                             |                             |                             | 1.469                       | 8,43                        |                             |
|                             | Verd                                         |                             |                             |                             |                             | 643                         | 3,65                        |                             |
|                             | Cànnabis                                     |                             |                             |                             |                             | 439                         | 2,52                        |                             |
|                             | Mauri Pacific                                |                             |                             |                             |                             | 302                         | 1,73                        |                             |
|                             | Patrimoni Cristià                            |                             |                             |                             |                             | 155                         | 0,89                        |                             |
|                             | ACT                                          |                             |                             |                             |                             | 92                          | 0,52                        |                             |
|                             | Animals Primer                               |                             |                             |                             |                             | 21                          | 0,12                        |                             |
|                             | Libertarianz                                 |                             |                             |                             |                             | 14                          | 0,08                        |                             |
|                             | Llei Natural                                 |                             |                             |                             |                             | 11                          | 0,06                        |                             |
|                             | McGillicuddy                                 |                             |                             |                             |                             | 9                           | 0,05                        |                             |
|                             | Opció Popular                                |                             |                             |                             |                             | 8                           | 0,05                        |                             |
|                             | NZ Unit                                      |                             |                             |                             |                             | 6                           | 0,03                        |                             |
|                             | Una NZ                                       |                             |                             |                             |                             | 5                           | 0,03                        |                             |
|                             | NMP                                          |                             |                             |                             |                             | 1                           | 0,01                        |                             |
|                             | Republicà                                    |                             |                             |                             |                             | 1                           | 0,01                        |                             |
|                             | Illa del Sud                                 |                             |                             |                             |                             | 1                           | 0,01                        |                             |
| Vots nuls                   | Vots nuls                                    | Vots nuls                   | Vots nuls                   | Vots nuls                   | Vots nuls                   | 330                         | 1,87                        |                             |
| Participació                | Participació                                 | Participació                | Participació                | Participació                | Participació                | 17.607                      | 73,40                       |                             |
| Majoria                     | Majoria                                      | Majoria                     | Majoria                     | Majoria                     | Majoria                     | 4.369                       | 25,10                       |                             |
|                             | Circumscripció guanyada pel Partit Laborista |                             |                             |                             |                             |                             |                             |                             |

## Circumscripcions properes
|  |  |  |
|  |  |  |
|  |  |  |